# Гарник Тетяна Петрівна
Гарник Тетяна Петрівна (нар. 8 березня 1948, м. Караганда, Казахстан) – лікар-терапевт, доктор медичних наук (2005), професор кафедри фізичного виховання, спорту (2005), академік Академії наук вищої школи України, завідувач кафедри фітотерапії, гомеопатії та біоенерго-інформаційної медицини ПВНЗ «Київський медичний університет», лауреат Державної премії України в галузі науки і техніки, заслужений діяч науки і техніки,  президент ВГО «Асоціація фахівців з народної і нетрадиційної медицини України», екс-головний позаштатний спеціаліст МОЗ України за фахом «Народна та нетрадиційна медицина».

## Життєпис
Тетяна Петрівна Гарник народилася 8 березня 1948 року у м. Караганда, Казахстан. У 1973 р. закінчила Запорізький медичний інститут за спеціальністю «Лікувальна справа», у 1974 р. - інтернатуру за спеціальністю «терапія».

## Професійна діяльність
- 1981-1983 – клінічний ординатор кафедри гастроентерології і дієтології Київського державного інституту удосконалення лікарів
- 1983–1992 – лікарка у Київському інституті удосконалення лікарів
- 1992–1993 – проректорка з навчально-методичної роботи
- 1992–1999 – декан медичного факультету
- 1993-по теперішній час – завідувачка кафедри фітотерапії та гомеопатії Київського медичного інституту Української асоціації народної медицини
- 1993-2019 - завідувачка кафедри фітотерапії, гомеопатії та біоенергоінформаційної медицини ПВНЗ «Київський медичний університет»
- 1999-2013 – голова/директор ДП «Комітет з питань народної і нетрадиційної медицини МОЗ України»
- 2012-2017 – головний позаштатний спеціаліст МОЗ України за спеціальністю «Народна і нетрадиційна медицина»
- 2020 - професор кафедри фізичного виховання, спорту і здоров’я людини Таврійського національного університету імені В.І.Вернадського.

## Наукові ступені та вчені звання
- 1990 - кандидат медичних наук
- 1995 - доцент кафедри фітотерапії з курсом фармакогнозії
- 2005 - доктор медичних наук зі спеціальності внутрішні хвороби
- 2005 - присвоєне наукове звання професора.

## Нагороди
- Державна премія України в галузі науки і техніки
- нагороджена почесним званням "Заслужений діяч науки і техніки"[1].

## Наукова, педагогічна та навчально-методична робота
За весь період 1982-2017 рр. науково-практичної роботи Тетяна Петрівна опублікувала понад 680 наукових праць у провідних виданнях, у тому числі – методичних рекомендацій – 10 для студентів та лікарів, інформаційних листів – 8, навчальних посібників – 8, патентів – 8, підручників – 2, монографій (міжнародний рівень – ВООЗ) – 1.
Професор Гарник активно організовує та бере участь у проведенні науково-практичних конференцій з актуальних питань народної і нетрадиційної медицини, які внесені до реєстру заходів МОЗ та НАМН України.
Віце-президент спеціального комітету натуральної терапії міжнародної асоціації Китайської медицини, Гуанджоу (2011-2015). Дійсний член президії Європейської академії природних наук. Президент ВГО «Асоціація фахівців з народної і нетрадиційної медицини України» (2004 р. і дотепер). Голова/директор ДП «Комітет з питань народної і
нетрадиційної медицини МОЗ України». Головний позаштатний спеціаліст МОЗ України за фахом «Народна та нетрадиційна медицина» (2012-2017). Головна редакторка наукового видання «Фітотерапія в Україні» (1998-2002), з 2002 - «Фітотерапія. Часопис», який неодноразово був атестований ВАК МОН України. Головний експерт фітотерапевтичних і гомеопатичних лікарських засобів ДП «Державний експертний центр МОЗ України» (1996 р. і дотепер).

## Навчальні дисципліни
1. Нетрадиційні системи оздоровлення (фітотерапія та основи фармакогнозії та інші)
2. Реабілітаційні технології та сучасні оздоровчі системи
3. Основи фітотерапії
4. Фізіотерапія та курортологія
5. Основи очищення організму.

## Коло наукових інтересів
1. Нетрадиційні методи лікування
2. Фітотерапія.

## Сім'я
Має сім’ю: чоловіка, доньку, сина, онуків.